# Pherusa curvisetis
Pherusa curvisetis är en ringmaskart som först beskrevs av Maurice Caullery 1944.  Pherusa curvisetis ingår i släktet Pherusa och familjen Flabelligeridae. Inga underarter finns listade i Catalogue of Life.